# 1月27日
1月27日是阳历（平年）年的第27天，离一年的结束还有338天（闰年还有339天）。

## 大事记

### 19世紀以前
- 661年：正統哈里發阿里·本·阿比·塔利卜在庫費遭到哈瓦利吉派刺殺，並在數天後逝世。
- 1142年：因宰相秦檜等人以「莫須有」的罪名誣陷，南宋將領岳飛被宋高宗下詔賜死於風波亭。
- 1302年：隨著归尔甫派控制佛羅倫斯，義大利詩人但丁·阿利吉耶里遭到城市放逐。

### 19世紀
- 1825年：在约翰·C·卡尔霍恩的建議下，美國總統詹姆斯·門羅要求國會組織密西西比河以西的印第安領地，為印第安人遷移政策奠定基礎。
- 1841年：第一次鸦片战争：清廷向英国宣战。
- 1869年：在戊辰戰爭期間，原江戶幕府海軍奉行榎本武揚在北海道建立蝦夷共和國。
- 1880年：托马斯·爱迪生申报电灯专利。
- 1887年：法国巴黎的艾菲爾鐵塔开始起建。
- 1888年：美国《国家地理杂志》的出版者國家地理學會在华盛顿成立。
- 1900年：各国要求清朝政府镇压义和团。

### 20世紀
- 1915年：美国占领海地。
- 1937年：美国密西西比河洪灾，100万人无家可归。[1]
- 1939年：美國洛克希德公司因應美國陸軍航空兵團需求研製的P-38閃電式戰鬥機首次起飛。
- 1944年：第二次世界大戰：蘇聯紅軍對納粹德國北方集團軍發動大規模攻勢後，結束歷時872天的列寧格勒圍城戰。
- 1945年：蘇聯紅軍攻佔奧斯威辛集中營，釋放仍關押在此的7,600餘名囚犯。
- 1945年：中国远征军和驻印军在缅甸芒友会师，中印公路贯通。
- 1949年：由上海駛往基隆的太平輪於舟山群島附近海域與貨輪建元輪相撞後沉沒，造成兩船共計1,004人死亡。
- 1964年：中华人民共和国和法国建交。
- 1965年：香港政府銀行業監理處接管明德銀號。
- 1967年：美国阿波罗1号宇宙飞船在发射架上进行模拟演练时失火，三名宇航员被烧死，这一事故导致阿波罗登月计划推迟。
- 1967年：美國、英國、蘇聯於華盛頓特區簽定外太空條約。
- 1973年：美国、南越、北越和越共签署《巴黎和平协约》，达成越南南部临时停火。
- 1978年：中国考古工作者在河南登封地区发掘出夏朝都城遗址。
- 1982年：库尔特·瓦尔德海姆获联合国和平奖。
- 1990年：波蘭統一工人黨解散。
- 1996年：尼日尔陆军参谋长易卜拉欣·巴雷·麦纳萨拉发动军事政变，推翻首位民选总统马哈曼·奥斯曼。

### 21世紀
- 2011年：天文學家記錄到小熊座的白矮星H1504+65，其表面溫度高達200,000 K，為當時已知表面溫度最高的白矮星。
- 2013年：巴西南部南里約格朗德州聖瑪麗亞的夜總會發生火災事故，造成242人死亡。

## 出生
- 1571年：阿拔斯一世，伊朗沙阿。（1629年逝世）
- 1756年：沃尔夫冈·阿马多伊斯·莫扎特，奥地利作曲家。（1791年逝世）
- 1823年：爱德华·拉罗，法国作曲家。（1892年逝世）
- 1827年：約翰萬次郎，日本武士、翻譯家。（1898年逝世）
- 1832年：路易斯·卡羅，英國作家，代表作《爱丽丝梦游仙境》。（1898年逝世）
- 1836年：利奧波德·馮·薩克-馬索克，奧地利作家。（1895年逝世）
- 1848年：东乡平八郎，日本元帅、海军大将。（1934年逝世）
- 1850年：愛德華·約翰·史密斯，英國海員，鐵達尼號船長。（1912年逝世）
- 1859年：威廉二世，德意志帝國末代皇帝。（1941年逝世）
- 1864年：約翰·華特·古格里，蘇格蘭地質學家。（1932年逝世）
- 1889年：巴爾塔薩·范德波爾，荷蘭物理學家。（1959年逝世）
- 1893年：宋慶齡，中国政治家、社會活動家、孫中山夫人、中华人民共和国名誉主席。（1981年逝世）
- 1902年：邱清泉，中華民國陸軍二級上將，清泉崗機場命名紀念之。（1949年逝世）
- 1902年：瑪格麗特·梅耶爾，美國天文學家。（1995年逝世）
- 1904年：伊芙琳·費克斯，美國統計學家。（1965年逝世）
- 1915年：于北辰，中國教育家。（2008年逝世）
- 1928年：汉斯·莫德罗，德國政治人物，前任德意志民主共和國部長會議主席。（2023年逝世）
- 1929年：穆罕默德·法耶兹，埃及富商。（2023年逝世）
- 1936年：丁肇中，美国华裔物理学家，1976年诺贝尔物理学奖得主。
- 1936年：巴里·巴利什，美國實驗物理學家，2017年諾貝爾物理學獎得主。
- 1940年：布萊恩·奧列里，美國科學家、作家、太空人。（2011年逝世）
- 1942年：本庶佑，日本免疫學家，2018年諾貝爾生理學或醫學獎得主。
- 1945年：朱爾斯·拉坦科馬·阿佐迪亞，蘇利南政治人物。（2024年逝世）
- 1945年：任立渝，台湾氣象主播。
- 1952年：艾西瑪·賈汗吉爾，巴基斯坦女律師。（2018年逝世）
- 1952年：比莉，台灣女演員
- 1955年：約翰·羅伯茨，美國律師、法學家、法官
- 1956年：俞知仁，韓國女演員
- 1957年：弗兰克·米勒，美国漫画家、编剧、导演、演员
- 1960年：薩米婭·蘇盧胡·哈桑，坦尚尼亞政治人物，現任坦尚尼亞總統
- 1961年：顧錦輝，香港足球運動員
- 1967年：朴相勉，韓國男演員
- 1969年：高勝美，台灣女歌手
- 1969年：小山田圭吾，日本音樂家、製作人
- 1969年：比謝爾·哈蘇奈，約旦政治人物、外交官，現任約旦首相
- 1971年：羅繼華，香港足球運動員
- 1971年：范文芳，新加坡女演員及歌手
- 1976年：陳奐仁，香港唱作歌手
- 1976年：張本渝，台灣女演員
- 1976年：林心如，台灣女演員、歌手。
- 1976年：安貞桓，韓國足球運動員。
- 1976年：傑瑞米·漢森，加拿大太空人。
- 1979年：古山貴實子，日本女性聲優。
- 1979年：露莎蒙·碧姬，英国女演员。
- 1980年：马拉特·萨芬，俄羅斯網球運動員。
- 1982年：熊木杏里，日本女歌手。
- 1983年：申東靖，台灣男演員。（2012年逝世）
- 1985年：森山愛子，日本演歌女歌手。
- 1985年：魯賓•阿摩廉，葡萄牙足球主教練。
- 1986年：郭芯其，香港女歌手。
- 1987年：今村憐央，日本男歌手、吉他手、演員。
- 1987年：安東·舒寧，俄羅斯足球員。
- 1988年：林柏宏，台灣演員。
- 1988年：思希，香港足球運動員。
- 1988年：劉雯，中國模特兒。
- 1988年：艾麗絲·班迪奧，澳洲模特儿。
- 1988年：莉莉·唐納森，英國超模。
- 1990年：李嘉格，中國歌手。
- 1993年：張悅，中國花式溜冰選手。
- 1993年：馬思唯，中國男歌手。
- 1994年：林書葶，臺灣女藝人。
- 1994年：唐浩然，香港男演員。
- 1995年：王嘉慧，香港女演員。
- 1996年：陳嘉豪，香港足球運動員。
- 1996年：穴井千尋，日本女子偶像團體HKT48隊長。
- 1998年：上白石萌音，日本女演員、歌手。
- 1998年：佐藤都志也，日本職業棒球運動員
- 1998年：姜炯求，韓國男子偶像團體PENTAGON成員。
- 1999年：杨祺如，中國女演員。
- 1999年：金慧成，韓國職業棒球運動員。
- 2001年：托馬斯·切孔，義大利男子游泳運動員。
- 2003年：金泰永，韓國男子偶像團體CRAVITY成員。
- 2011年：林書媛，韓國女子偶像團體UNIS成員。

## 逝世
- 98年：涅尔瓦，罗马帝国皇帝。（35年出生）
- 1142年：岳飞，南宋将领。（1103年出生）
- 1311年：元武宗海山，元朝皇帝。（1281年出生）
- 1490年：足利義政，日本室町幕府第8代征夷大將軍。（1436年出生）
- 1556年：胡馬雍，蒙兀兒帝國皇帝。（1508年出生）
- 1646年：澤庵宗彭，日本安土桃山時代至江戶時代前期臨濟宗僧人。（1573年出生）
- 1688年：孝莊文皇后，清順治帝的生母。（1613年出生）
- 1847年：門羅·愛德華茲，美國奴隸販子、偽造犯。（1808年出生）
- 1851年：约翰·詹姆斯·奥杜邦，美國畫家和自然主義作家。（1785年出生）
- 1893年：詹姆斯·G·布萊恩，美國律師、政治人物，第28、31任美國國務卿。（1830年出生）
- 1901年：朱塞佩·威尔第，意大利作曲家。（1813年出生）
- 1910年：湯馬斯·克拉普，英國水管工、企業家。（1836年出生）
- 1950年：約瑟夫·卡普格拉，法國精神科醫生。（1873年出生）
- 1958年：松山基範，日本地球物理學家。（1884年出生）
- 1967年：，美國太空人，水星計畫七人之一。（1926年出生）
- 1967年：爱德華·怀特，美國太空人。（1930年出生）
- 1967年：羅傑·查菲，美國太空人。（1935年出生）
- 1970年：瑪麗埃塔·布勞，奧地利物理學家。（1894年出生）
- 1971年：哈科沃·阿本斯，瓜地馬拉政治人物，第25任瓜地馬拉總統。（1913年出生）
- 1972年：理查德·柯朗，德裔美國數學家。（1888年出生）
- 1982年：陳文香，越南共和國政治人物。（1902年出生）
- 1983年：喬治·皮杜爾，法國政治人物。（1899年出生）
- 1983年：路易·德菲內斯，法國演員。（1914年出生）
- 2006年：約翰內斯·勞，德國政治人物，前任德國總統。（1931年出生）
- 2008年：蘇哈托，印尼政治人物，第2任印尼總統。（1921年出生）
- 2009年：拉马斯瓦米·文卡塔拉曼，印度政治人物、經濟學家，第8任印度總統。（1910年出生）
- 2014年：皮特·西格，美國著名民歌歌手[2]。（1919年出生）
- 2014年：塚田正昭，日本男性聲優[3]。（1939年出生）
- 2014年：坂東真砂子，日本著名推理小說作家[4]。（1958年出生）
- 2015年：何家駒，香港演員。（1948年出生）
- 2017年：艾曼紐·麗娃，英國演員。（1927年出生）
- 2017年：約翰·赫特，英國演員。（1940年出生）
- 2018年：英格瓦·坎普拉，瑞典企業家，宜家家居創辦人。（1926年出生）
- 2022年：盧雄，香港演員、配音員。（1947年出生）
- 2023年：楊苡，中國翻譯家、作家。（1919年出生）
- 2023年：李文俊，中國翻譯家。（1930年出生）
- 2023年：丁強，台灣男演員、導演、電視製作人、主持人。（1936年出生）
- 2025年：邁爾斯·霍蘭德，美國統計學家。（1941年出生）

## 节假日和习俗
- 國際大屠殺紀念日[5]
- 塞爾維亞正教會：聖薩瓦慶節
- 英国：大屠殺紀念日（英语：Holocaust Memorial Day (UK)）